# Encephalartos woodii
Encephalartos woodii é uma rara cicadófita do gênero Encephalartos, e é endémica da Floresta de oNgoye em KwaZulu-Natal, África do Sul. É uma das mais raras plantas em todo o mundo, estando extinta na natureza com todas as amostras sendo clones do tipo. O nome científico honra John Medley Wood, curador do Jardim Botânico de Durban e diretor do Governo Herbário de Natal da África do Sul, que descobriu a planta em 1895.